# Rue Kirov (Vologda)
La rue Kirov (У́лица Ки́рова), anciennement rue Malaïa Oboukhovskaïa (Малая Обуховская улица), est rue de la ville de Vologda dans le nord-ouest de la Russie. Elle se trouve dans un des districts historiques de la ville, Verkhni Possad. Elle commence rue de la Paix (au n° 42) et se termine rue d'Octobre.

## Histoire
La colonisation du territoire où se trouve la rue Kirov moderne est associée à la formation aux XVIe et XVIIe siècles de la sloboda d'Oboukhov (le nom vient du mot oboukh, arrière du tranchant d'une hache) de Vologda. Des forgerons et des pochevniks (artisans qui fabriquaient des traîneaux) se sont installés dans ce territoire. Cette rue elle-même a été tracée en 1629.
Ensuite les rues de la sloboda Oboukhovskaïa portent les noms suivants : rue Oboukhovskaïa (à partir de 1991 partie de la rue de l'Annonciation); rue Oboukhovskaïa Dvorianskaïa (de la Noblesse, depuis 1918 partie de la rue d'Octobre) et la rue Malaïa Oboukhovskaïa (devenue en 1936 la rue Kirov, d'après Sergueï Kirov).
À partir des années 1970-1980, une grande partie des anciennes maisons de bois est détruite (cf architecture en bois de Vologda).

## Édifices

### Côté impair
| N° d'immeuble                                                   | Photographies | Description |
| --------------------------------------------------------------- | ------------- | --- |
| 9                                                               | N° 9          | Bâtiment administratif d'un étage construit en 2010.                                                                                               |
| 11                                                              | N° 11         | Maison particulière d'un étage construite en 2010.                                                                                                 |
| 13                                                              |               | |
| 13а                                                             | N° 13а        | Bâtiment administratif. Organisations: Gazprom Invest Zapad. Association baltique des designers. Association volontaire des constructeurs.         |
| 15                                                              | N° 15         | Maison de Mme Kolesnikova construite en 1902. École d'échecs.                                                                                      |
| 17/17                                                           | N° 17/17      | Maison Kanareïkine construite en 1891 |
| → Rue Tcheliouskintsev                                          |               | |
| 19                                                              | N° 19         | Maison particulière d'un étage. |
| 21                                                              | N° 21         | Bâtiment administratif de deux étages. |
| 21а                                                             |               | Maison particulière d'un étage. |
| 23                                                              | N° 23         | Maison particulière d'un étage. |
| 23а                                                             |               | Maison d'un étage. |
| 29/27                                                           | N° 29/27      | Bâtiment administratif d'un étage. Bureau de l'intervention technique de Vologda, magasin de déco «Интерьер» (Intérieur), café «Ньюджи» (Nioudji). |
| → Rue Maltsev                                                   |               | |
| 31/42                                                           | N° 31/42      | Demeure de bois d'un étage, classée. |
| 33                                                              | N° 33         | Maison Krassilnikov construite en 1915 |
| 35/21                                                           | Lycée n° 32   | Lycée n° 32 |
| → Rue Avksentievski                                             |               | |
| 41                                                              | N° 41         | Immeuble préfabriqué de quatre étages construit en 1972.                                                                                           |
| → Rue Khlioustov                                                |               | |
| 53/16                                                           | N° 53         | Immeuble préfabriqué de quatre étages construit en 1976.                                                                                           |
| 55                                                              | N° 55         | Immeuble d'habitation de quatre étages en briques construit en 1994.                                                                               |
| 57                                                              | N° 57         | Immeuble d'habitation de huit étages en briques construit en 1999.                                                                                 |
| → Rue de Léningrad                                              |               | |
|                                                                 |               | Immeuble de briques de quatre étages avec une annexe de commerce (donnant rue de Léningrad)                                                        |
| → Rue Vorovski                                                  |               | |
| 59                                                              |               | Immeuble de briques de cinq étages construit en 1994.                                                                                              |
| 69                                                              |               | Maison de briques d'un étage construite en 1951.                                                                                                   |
| 71                                                              |               | Maison de briques d'un étage. Bâtiment de la succursale de l'université juridique de Moscou.                                                       |
| 73                                                              |               | Maison de bois d'un étage construite en 1929. |
| 73а                                                             |               | Maison de bois d'un étage construite en 1929. |
| → Rue Proletarskaïa                                             |               | |
|                                                                 |               | |
| → Ligne ferroviaire en direction d'Arkhanguelsk → Rue Tovarnaïa |               | |

### Côté pair
| N° d'immeuble                       | Photographies                          | Description |
| ----------------------------------- | -------------------------------------- | --- |
| 6                                   | (jusqu'en 2017)                        | Maison de briques de huit appartements construite en 1950, aujourd'hui disparue. En 2016-2018, on construit à sa place un bâtiment administratif de deux étages.                                                                                              |
| 8                                   |                                        | Hôtel «Губерния» (Goubernia) |
| 10                                  | N° 10                                  | Bâtiment administratif d'un étage. Autrefois maison de Mme Chkvarkova. Fin du XIXe siècle |
| 12/15                               | (jusqu'en 2015 года)                   | Maison Boutyrine aujourd'hui disparue. Construite en 1887. Démolie en 2015. |
| → Rue Tcheliouskintsev              |                                        | |
| 16                                  | N° 16                                  | Immeuble d'habitation de quatre étages en briques. Construit en 1977. |
| 22                                  | N° 22                                  | Immeuble d'habitation de quatre étages en briques. Construit en 1973. |
| → Rue Maltsev                       |                                        | |
| 30                                  | N° 30                                  | Immeuble d'habitation de quatre étages en briques. |
| 32/40                               | (jusqu'en novembre 2018)               | Maison Smirnov. Demeure de bois d'un étage, classée. Le révolutionnaire Vatslav Vorovski y a vécu en résidence surveillée en 1913 et en 1918-1919, le communiste Ivan Sammer . En 2018, la maison est restaurée sans discernement et entièrement transformée. |
| 34                                  | N° 34                                  | Immeuble d'habitation de quatre étages en briques. Construit en 1980. |
| → Rue Avksentievski                 |                                        | |
| 36                                  | Angle des rues Kirov et Avksentievski. | Immeuble d'habitation en préfabriqué de quatre étages. Magasin Otchki («Очки»). Construit en 1981. L'artiste du peuple de la RSFSR, l'acteur Alexeï Semionov, citoyen d'honneur de Vologda, y a vécu de 1981 à 2001.                                          |
| 38                                  | N° 38                                  | Immeuble de quatre étages en briques. Construit en 1981. |
| 38а                                 | N° 38а                                 | Immeuble de quatre étages en briques. Construit en 1981. |
| 40                                  | N° 40                                  | Immeuble de quatre étages en briques. Construit en 1987. |
| → Rue Khlioustov                    |                                        | |
| 54                                  | N° 54, jardin d'enfants.               | Jardin d'enfants n° 49 «Гусельки» (Gousselki) |
| → Rue de Léningrad                  |                                        | |
| 64                                  | N° 64                                  | Immeuble de quatre étages en briques. Construit en 1987. |
| 66                                  | N° 66                                  | Immeuble de trois étages en briques. Construit en 1961. |
| → Rue Vorovski                      |                                        | |
| 72                                  |                                        | Magasin «Magnit» |
| 74                                  |                                        | Maison d'habitation d'un étage en briques pour l'usine de mécanique du ministère des sovkhozes de la RSFSR. Construite en 1949-1950. |
| 76                                  |                                        | Immeuble d'habitation de quatre étages en briques construit en 1964. |
| 78                                  |                                        | Bâtiment administratif d'un étage. |
| → Rue Proletarskaïa                 |                                        | |
| → Ligne ferroviaire → Rue Tovarnaïa |                                        | |
| 82                                  |                                        | Maison d'habitation |
| 84                                  |                                        | |
| 86                                  |                                        | Immeuble |
| 88                                  |                                        | Immeuble construit en 1978 |
| → Rue d'Octobre                     |                                        | |